# Абдул Хамид аль-Баккуш
Абдул Хамид аль-Баккуш (араб. عبد الحميد البكوش‎) (1933 год — 2 мая 2007 год) — ливийский политический и государственный деятель, премьер-министр Королевства Ливия (1967—1968). После прихода Каддафи к власти отправился в Египет, где стал одним из лидеров зарубежной ливийской оппозиции.

## Премьер-министр
Во время премьерства аль-Баккуша Ливией, Кувейтом и Саудовской Аравией была создана Организация арабских стран — экспортёров нефти.

## Лидер оппозиции
После прихода Каддафи к власти, аль-Баккуш отправился сначала в Лондон, затем в Париж, в 1977 году оказался в Египте, где в 1982 году создал Ливийскую организацию освобождения, впоследствии присоединившуюся к Национальному фронту спасения Ливии. В 1984 году египетские спецслужбы инсценировали смерть аль-Баккуша, отправив поддельные фотографии умершего в ливийские СМИ. После этого государственные СМИ Ливии объявили о смерти аль-Баккуш, а через некоторое время Президент Египта Хосни Мубарак объявил о том, что аль-Баккуша жив. Умер в Египте в 2007 году.